# Faggyúmirigy

Szűrtüszőhöz csatlakozó faggyúmirigyek blokksémája.

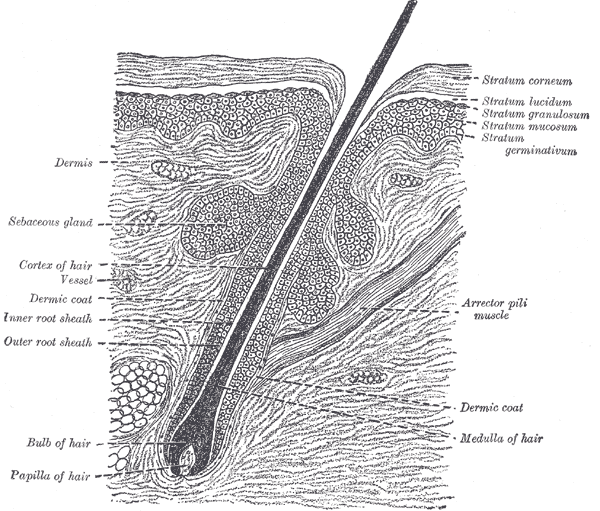
Szőrtüsző és faggyúmirigy sémás metszeti képe.

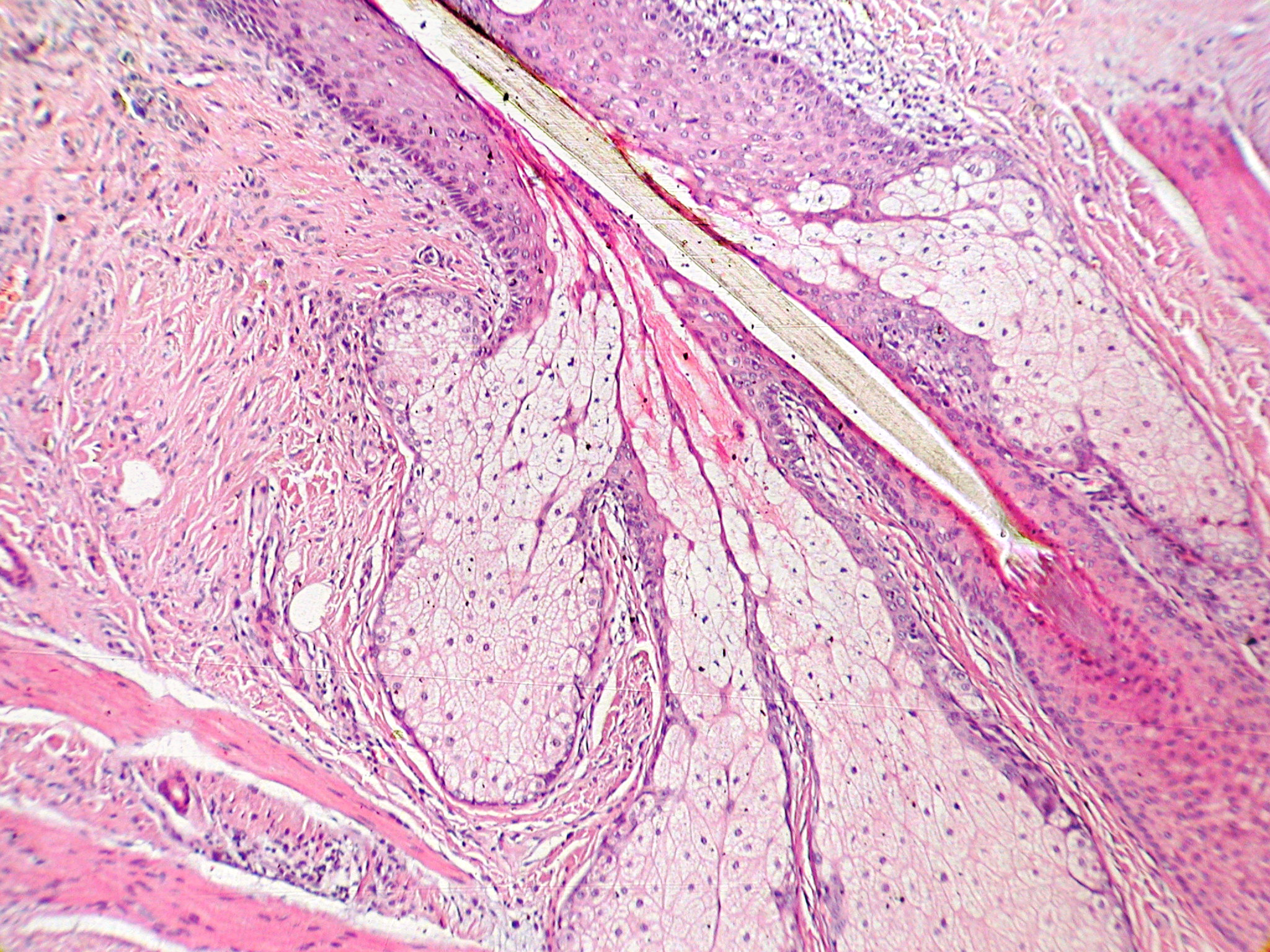
Szűrtüszőhöz csatlakozó faggyúmirigyek szövettani képe.

A faggyúmirigyek (latinul glandula sebacea) a bőrben található külső elválasztású mirigyek. Általában a szőrtüszőkhöz csatlakozva fordulnak elő, és váladékukat a szőrtüszőkből eredő szőrszálakhoz csatlakozva ürítik. Ezzel funkciójuk kettős: egyrészt zsíros váladékukkal elősegítik a szőrszálak vízállóságát és rugalmasságát, másrészt a bőrre jutó váladékuk a bőr hasonló tulajdonságait biztosítják.

## Váladéktermelése
A faggyúmirigyek szőrtüszőktől függetlenül is előfordulnak, mint pl. a női szeméremrés kisajkainak bőrében.  Váladéktermelésük sajátos, un. holokrin  típusú, ami azt jelenti, hogy az alapi rétegben képződő sejtek a felszín felé nyomulásuk közben faggyú előanyagokat  halmoznak fel, majd – fokozatosan elhalva – teljes mértékben (holos = teljes, egész) mirigyváladékká alakulnak.  Alakilag több, összetartó lebenyből álló mirigyek. Igen jól fejlett faggyúmirigyek (Meibom-féle glandulae tarsales) találhatók a szemhéjak állományában, amelyek a szemhéjak szemrést határoló szélén nyílnak, ahol váladékuknak jelentős szerepe van a szemhéjak összetapadásának meggátlásában és a könny kicsordulásának megakadályozásában.

## Gyulladásai
A faggyúmirigyek fertőzéses gyulladásai – szövődmények nélkül is – igen kellemetlenek és fájdalmasak, és főleg serdülőkorban sok esztétikai és egyben lelki problémát is okoznak: mitesszerek, melyek kisebb gyulladásakor pattanások, ezek kiterjedésével súlyos panaszokat és veszélyeket okozó furunkulusok (helyi bőrtályogok) képződnek. Súlyos formája, amikor egyidejűleg sok furunkulus keletkezik (furunculosis).  Ezek szerencsére – nem elhanyagolt állapotban – bőrgyógyászatilag, esetleg helyi sebészeti beavatkozással és természetesen a megfelelő antibiotikumok adagolásával viszonylag jól kezelhetőek. Mindemellett - mint minden tályog esetében - alapjában súlyos, és terjedésre hajlamos betegségről van szó.

## Lásd még
- Külső elválasztású mirigyek
- Bőr (anatómia)
- Szemhéjak
- Furunkulus